# أندرياس شروت
أندرياس شروت (بالألمانية: Andreas Schrott)‏ (24 أغسطس 1981 في النمسا - ) هو لاعب كرة قدم نمساوي في مركز الدفاع. لعب مع أدميرا فاكر مودلينغ ونادي ليفيرينج ونادي واكر إنسبروك (2002) وغراتزر أي كاي ونادي تيرول.

## وصلات خارجية
- أندرياس شروت على موقع قاعدة بيانات كرة القدم.إي يو (الإنجليزية)
- أندرياس شروت على موقع Soccerway.com (الإنجليزية)